# Drottning Tuya
Drottning Tuya, död cirka 1257 f.Kr., också kallad Tuy, enbart Tuya och Mut-Tuya, var en egyptisk drottning (stor kunglig hustru), gift med farao Seti I av Egypten och mor till prinsessan Tia och farao Ramses II.
Hon var dotter till militärofficeren Raia.  Tuya blev känd för sitt lyxliv och överflöd.
Tuya dog antagligen efter det 22:a året av Ramses regerande över Egypten och begravd i en guldförgylld gravkammare i drottningarnas dal. I sin gravkammare hade Tuya inte fått inskrivet att hon var drottning, då namnet Mut inte hade blivit ditsatt. Detta eftersom hon hade nått en gudomlig status på jorden och därför för alltid skulle ha denna titel på jorden och inte i efterlivet. 